# Kalanchoe fadeniorum
Kalanchoe fadeniorum är en fetbladsväxtart som beskrevs av E. Raadts. Kalanchoe fadeniorum ingår i släktet Kalanchoe och familjen fetbladsväxter. Inga underarter finns listade i Catalogue of Life.